# Inseln (Regionalbezirk Attikas)
Der Regionalbezirk Inseln (griechisch Περιφερειακή Ενότητα Νήσων Periferiakí Enótita Nison) ist einer von acht Regionalbezirken der griechischen Region Attika. Er wurde anlässlich der Verwaltungsreform 2010 aus dem Festlandsgebiet auf der Halbinsel Peloponnes und den Inselgemeinden des ehemaligen Präfekturbezirks Piräus gebildet. Proportional zu seinen 70005 Einwohnern entsendet das Gebiet einen Abgeordneten in den attischen Regionalrat, hat aber keine weitere politische Bedeutung als Gebietskörperschaft. Es gliedert sich in die acht Gemeinden Ägina, Angistri, Hydra, Kythira, Poros, Salamis, Spetses und Trizinia-Methana.